# Phylloicus cubanus
Phylloicus cubanus är en nattsländeart som beskrevs av Banks 1924. Phylloicus cubanus ingår i släktet Phylloicus och familjen Calamoceratidae. Inga underarter finns listade i Catalogue of Life.